# Герсгайм
Герсгайм (нім. Gersheim) — громада в Німеччині, знаходиться в землі Саар. Входить до складу району Саарпфальц.
Площа — 57,48 км2. Населення становить 6292 ос. (станом на 31 грудня 2021).